# Andrzej Glapiński
Andrzej Jerzy Glapiński (ur. 24 kwietnia 1944 w Piwnicznej-Zdroju) – polski polityk, inżynier, poseł na Sejm X kadencji (1989–1991), wojewoda legnicki (1990–1992).

## Życiorys
Ukończył w 1975 studia na Wydziale Górniczym Politechniki Wrocławskiej, uzyskując tytuł zawodowy magistra inżyniera górnika. W latach 1968–1975 pracował w zakładach Kombinatu Górniczo-Hutniczego Miedzi w Lubinie, a do 1978 w Zakładach Górniczych „Rudna”. W 1978 został nadinspektorem w Okręgowym Zarządzie Górniczym we Wrocławiu.
W 1980 wstąpił do Niezależnego Samorządnego Związku Zawodowego „Solidarność”. Stanął na czele komitetu zakładowego w Okręgowym Urzędzie Górniczym i wszedł w skład prezydium „Solidarności” przy Wyższym Urzędzie Górniczym w Katowicach. Działał w inicjatywach katolickich, brał udział w powstaniu Klubu Inteligencji Katolickiej w Lubinie, organizacji mszy za ojczyznę, Duszpasterstwie Rodzin, Tygodniach Kultury Chrześcijańskiej. Przewodniczył oddziałowi Stowarzyszenia Salezjańskich Pomocników Kościoła. Autor prac poświęconych warunkom pracy i ochrony środowiska.
W 1989 brał udział w obradach Okrągłego Stołu w podzespole do spraw górnictwa. W tym samym roku uzyskał mandat posła na Sejm kontraktowy z okręgu lubińskiego jako kandydat bezpartyjny z poparciem Komitetu Obywatelskiego „Solidarność”. Pracował w Komisji Ochrony Środowiska, Zasobów Naturalnych i Leśnictwa oraz w Komisji Polityki Społecznej. Zasiadał w Obywatelskim Klubie Parlamentarnym. Należał do założycieli Partii Chrześcijańskich Demokratów, w której działał do końca lat 90.
W 1990 powołano go na urząd wojewody legnickiego, został odwołany dwa lata później w okresie pełnienia funkcji premiera przez Waldemara Pawlaka. Był następnie zastępcą głównego inspektora pracy oraz prezesem zarządu Legnickiej Specjalnej Strefy Ekonomicznej. Od 2001 na emeryturze.
W 1985 odznaczony Srebrnym Krzyżem Zasługi, a w 2014 Krzyżem Wolności i Solidarności.